# The Land Before Time XIV: Journey of the Brave
The Land Before Time XIV: Journey of the Brave (En busca del valle encantado 14: Viaje de los valientes en España, y La tierra antes del tiempo XIV: Viaje del corazón en Hispanoamérica) es una película estadounidense de animación de 2016 dirigida por Charles Grosvenor y producida por Universal Studios, perteneciente a la franquicia En busca del valle encantado.

## Sinopsis
Acompaña a tus dinosaurios favoritos, Piecito, Carme, Patito, Petrie y Púas, en su apasionante aventura para rescatar al padre de Piecito. Según van atravesando paisajes desconocidos y haciendo nuevos amigos, Etta y Brazoslocos, Piecito y sus amigos descubren que estando unidos pueden superar cualquier desafío. Llena de divertidas canciones, sorpresas y risas, se trata de una estimulante historia de amistad y valor perfecta para disfrutar en familia.

## Reparto y doblaje
| Personaje                        | Voz en inglés      | Voz en español España   | Voz en Español (Latinoamérica) |
| -------------------------------- | ------------------ | ----------------------- | ------------------------------ |
| Piecito                          | Felix Avitia       | Chelo Molina            | Elsa Covian                    |
| Cera                             | Anndi McAfee       | Adelaida López          | Ana Elizabeth Rojas            |
| Patito                           | Aria Noelle Curzon | Yolanda Pérez Segoviano | Alondra Hidalgo                |
| Petrie                           | Jeff Bennett       | N/D                     | Luis Leonardo Suarez           |
| Abuela de Piecito                | Miriam Flynn       | Matilde Conesa          | Rodrigo Carralero              |
| Abuelo de Piecito                | Barry Bostwick     | Vicente Gil             | Yolanda Vidal                  |
| Señor Trescuernos, padre de Cera | George Ball        | Carlos Kaniowski        | Miguel Ángel Ghigliazza        |
| Púas                             | Rob Paulsen        | N/D                     | N/D                            |
| Chomper                          | Issac Ryan Brown   | Carmen Cervantes        | Max Duran                      |
| Ruby Madre de Patito             | Meghan Strange     | N/D                     | Melissa Gutiérrez              |
| Brazoslocos                      | Damon Wayans Jr.   | N/D                     | Juan Carrarelo                 |
| Etta                             | Reba McEntire      | Raquel Martín           | Irina Índigo                   |
| Bron                             | Scott Whyte        | N/D                     | Andrés García                  |

- Datos: Q19427412